# 三村翔子
三村 翔子（みむら しょうこ、1988年6月25日 - ）は日本の元AV女優、元グラビアアイドル。

## 人物
- 公式に発表されている趣味と特技は絵を描くこと、バレーボール、変な顔をすること、衣装作り、お菓子作り。イメージビデオの中で自作のイラストを披露している。

## 経歴
- 15歳からグラビア活動を開始。
- 一時期芸名を「若本葵（わかもと あおい）」として活動していた。両名義でイメージDVD合計11本、他にCD写真集やネット写真集、複数に出演。
- 2009年5月にMUTEKIレーベルよりAVデビュー。
- 2009年9月発売のビデオを最後に活動を停止。

## 出演作品

### イメージビデオ（一般作品）
- びしょびしょVol.6 久本彩奈・三村翔子（2005年4月20日、ウイズ・エンタープライズ）共演:久本彩奈
- 三村翔子16歳"SUPER LOVERS"「翔子の恋」（2005年5月、LOVE GIRL'S MIX）
- 三村翔子16歳 IN TRANCE（2005年8月、LOVE GIRL'S MIX）
- 激写VOL.8三村翔子（2005年8月19日、日本メディアサプライ）
- 絶対美少女主義 現役高校生シリーズ 現役高校生SPECIAL「サマーバケーション」（2005年10月21日、日本メディアサプライ）共演:久本彩奈、川野美悠、星咲美由
- LOVE GIRL'S MIX BEST vol.4 BLACK OUT 三村翔子・中程千寿沙（2005年11月、LOVE GIRL'S MIX）
- 三村翔子 未成熟女子高生（2006年2月25日、GPミュージアム）
- 若本葵 i-DOLL（2007年12月、ゴマブックス）
- 激写SPECIAL  ALL ABOUT Shoko Mimura 三村翔子（2008年1月18日、日本メディアサプライ）
- Jewel Box 若本葵（2008年6月、ビーエムドットスリー）
- 限界 若本葵（2008年9月、オルタックピクチャーズ）
- ショコット 三村翔子（2009年7月25日、Air control）

### アダルトビデオ
- フレッシュ 三村翔子（2009年5月1日、MUTEKI）
- 素敵 本番解禁スペシャル 三村翔子（2009年8月1日、アイデアポケット）
- 学校でしようよ!!三村翔子（2009年9月1日、アイデアポケット）

### アダルトビデオ 総集編・ベスト盤・オムニバス
- ふたたび!極エロ美女達のフェラ100本抜き!（2009年11月1日　アイデアポケット）他出演：Rio、吉沢明歩、希崎ジェシカ、小川あさ美、稲森しほり、桃瀬えみる、黒木いちか（東条かれん）、神崎みさと、原更紗、乙音奈々、青山菜々、Marin.、☆LUNA☆、AYA、桃野なごみ、麻生香月、麻田有希、桜あやめ、上原カエラ、栗林里莉
- IDEAPOCKET 下半期傑作集2009（2009年12月1日、アイデアポケット）他出演：Rio、黒木いちか（東条かれん）、AYA、希崎ジェシカ、麻生香月、上原カエラ、原更紗、小川あさ美
- 学校でしようね!（2010年2月1日　アイデアポケット）他出演：初美りおん、希崎ジェシカ、成瀬心美、天海つばさ
- BEST OF IDEAPOCKET 2009（2010年3月1日　アイデアポケット）他出演：橋本美歩（あいみ、中谷あいみ）、松島かえで、nao.、かすみ果穂、栗林里莉、工藤れいか、神崎みさと、愛菜りな、早乙女ルイ、田中亜弥、原更紗、乙音奈々、青山菜々、Rio（柚木ティナ）、小川あさ美、稲森しほり、天海つばさ、☆LUNA☆、実咲つばさ、相馬あすか、春菜りお、宮坂レイア、AYA、希美まゆ、宮城流衣、白咲亜衣、芽衣、桃野なごみ、松浦ひろみ、麻生香月、成瀬心美（ここみ）、麻田有希、優木ルナ、三葉もえ、桜あやめ、平井柚葉、希崎ジェシカ、横山美雪、黒木いちか（東条かれん）、上原カエラ
- 本番ですよっ！ふたたび（2010年4月1日　アイデアポケット）他出演：Rio（柚木ティナ）、希美まゆ、希崎ジェシカ、天海つばさ、松島かえで、かすみ果穂、小川あさ美、原更紗、栗林里莉、上原カエラ、黒木いちか（東条かれん）、横山美雪、麻田有希、成瀬心美（ここみ）、麻生香月、桃野なごみ、AYA、☆LUNA☆
- IP VENUS COLLECTION（2010年6月1日　アイデアポケット）他出演：Rio（柚木ティナ）、天海つばさ、希志あいの、希美まゆ、今井ひろの、横山美雪、栗林里莉、かすみ果穂、松島かえで

### その他
- 裏稼業“龍”RYOU（2008年　自主制作映画）